# Laïcisation des hôpitaux en France
La charge de l’assistance des malades, des infirmes et des vieillards assurée par les hôpitaux et les hospices a, pendant très longtemps, incombé à l’Église au nom de la charité chrétienne. Le personnel qui assurait concrètement cette charge était les religieuses. La laïcisation des hôpitaux, que cela soit du personnel ou des locaux, s'est faite progressivement et n'a commencé réellement qu'à partir de la Troisième République.

## Historique

### Ancien Régime
Du VIe au XIXe siècle, l’hôpital était un hospice c'est-à-dire un lieu d’accueil, d’hébergement, et de charité envers les pauvres qu’ils soient malades ou non. Bien que l’hôpital soit une institution émanant de l’église comme l’indique le terme d’Hôtel-Dieu, elle n’échappe pas à partir du XVe siècle à une double tutelle ecclésiastique et municipale, dont l’équilibre est variable selon les périodes. Ce n’est qu’à partir du XVIe siècle que le pouvoir royal va tenter d’imposer des laïcs dans la gestion hospitalière : en 1543, des officiers royaux commencent à intervenir dans la gestion hospitalière ; en 1551, une taxe communale est mise en place, le « droit des pauvres » visant à rééquilibrer le budget des hôpitaux ; et en 1662, Louis XIV ordonne la création d’un Hôtel-Dieu dans chaque ville importante pour « y enfermer les pauvres, vieillards, vagabonds et enfants orphelins ». 
L’hôpital a donc une fonction d’hébergement des pauvres et de recueil d’enfants abandonnés, mais il s’est aussi affirmé dans celle d’enfermement des indigents considérés pour la société, à l’époque, comme un véritable fléau. Une double confusion est ainsi opérée : entre charité et enfermement, entre indigent et malade.

### Révolution française
Du VIe au XVIIIe siècle, l’hôpital et la religion chrétienne ne peuvent être dissociés. L’hôpital était un lieu d’hébergement, et éventuellement de soins, sous contrôle des religieux. Dans le mouvement anticlérical de la Révolution française, la Convention nationalise les hôpitaux par le décret du 23 messidor an II (11 juillet 1794). Cependant, la nationalisation s'avère être un échec et les hôpitaux sont municipalisés par la loi du 16 vendémiaire an V (7 octobre 1796).

### De Révolution française à la Troisième République
Bien que les hôpitaux aient été municipalisés lors de la Révolution française, le personnel n'a pas été laïcisé. Cependant, les hôpitaux étaient sous la tutelle des municipalités et administré via les commissions administratives des hospices. De nombreux reproches étaient adressés aux religieuses. Notamment, il leur était reproché de ne pas respecter ou d’outrepasser les ordres des médecins, de commettre des erreurs, de penser plus à l'âme qu'au corps des malades. De plus, leur costume et coiffe étaient critiqués pour être gênants et antihygiéniques.

### Début de la laïcisation
L'une des premières laïcisations du personnel des hôpitaux est entamée par le médecin aliéniste Désiré-Magloire Bourneville. Libre-penseur, il était un fervent partisan de la laïcisation des établissements de l’Assistance Publique. Il lutta au sein du conseil municipal de Paris, où il siège de 1876 à 1883, pour obtenir la laïcisation des hôpitaux, alors gérés par les municipalités. La création d'écoles d'infirmières au sein de quatre hôpitaux parisiens (Bicêtre, La Salpêtrière en 1878, La Pitié en 1881 et Lariboisière en 1895) permit d'y parvenir. En effet, de 1878 à 1888, 17 hôpitaux sont laïcisés et en 1908 la laïcisation des hôpitaux est achevé à Paris. En ce qui concerne les locaux, l'administration de l’Assistance Publique de Paris donna l'ordre de renommer les noms de salles à connotation religieuse à la suite de l'intervention de Benjamin Raspail au conseil général de la Seine le 25 juin 1880. En dehors de Paris, la laïcisation se fait à des rythmes très variés. Des congréganistes ont été employées par des hôpitaux en France, notamment ruraux, pendant encore longtemps.
Néanmoins, la laïcisation de l’hôpital ne sait pas sans heurt, à l'instar de celle de l'école. Elle entraîna une agitation assez importante. Il ne faut pas oublier que la France du XIXe siècle restait sensible aux questions qui touchaient à la mort. Or, l’hôpital reste lié à la mort et la présence des sœurs dans les hôpitaux était le garant d'une « bonne mort ».